# نيكي مارشال
نيكي مارشال (بالإنجليزية: Nikki Marshall)‏ (2 يونيو 1988 في الولايات المتحدة - ) هي لاعبة كرة قدم أمريكية في مركزي الدفاع والهجوم. شاركت مع منتخب الولايات المتحدة تحت 20 سنة للسيدات لكرة القدم ومنتخب الولايات المتحدة تحت 23 سنة للسيدات لكرة القدم ‏ ومنتخب الولايات المتحدة لكرة القدم للسيدات. أما مع النوادي، فقد لعبت مع بورتلاند ثورنز وبوسطن بريكرز ووسترن نيويورك فلاش وWashington Freedom (soccer) ‏ ووسترن نيويورك فلاش وColorado Rapids Women ‏ وMagicJack (WPS) ‏.

## وصلات خارجية
- نيكي مارشال على موقع الاتحاد الدولي (مؤرشف)  (الإنجليزية)
- نيكي مارشال على موقع قاعدة بيانات كرة القدم.إي يو (الإنجليزية)
- نيكي مارشال على موقع Soccerway.com (الإنجليزية)
- نيكي مارشال على موقع عالم كرة القدم.نت (الإنجليزية)